# German Kral
Pour les articles homonymes, voir Kral.
Germán Kral est un cinéaste et réalisateur argentin, né à Buenos Aires en 1968.

## Biographie
En 1991, il part étudier le cinéma en Allemagne. Il est diplômé de la Hochschule für Fernsehen und Film de Munich. Il travaille depuis comme réalisateur et scénariste.
Son film Ultimo tango, sorti en 2016, retrace l'histoire du tango à travers le parcours de Maria Nieves et Juan Carlos Copes, couple légendaire de danseurs en Argentine.

## Filmographie

### Réalisateur
- 1991 : L’Autre (El otro/The Other)
- 1992 : En Marge (Am Rand)
- 1993 : Les Lumière de Berlin (Die Gebrüder Skladanowsky)
- 1995 : Histoire De Déserts (Historia de desiertos)
- 1997 : Tango Berlin
- 1997 : Buenos Aires, mon histoire (Imágenes de la ausencia/Buenos Aires, my story)
- 2000 : Bernd Eichinger, Quand la vie se fait cinéma (Bernd Eichinger, wenn das Leben zum Kino wird)
- 2002 : So ist das Leben – La vida es así
- 2004 : Música cubana
- 2009 : El Ultimo Aplauso
- 2016 : Ultime Tango[1]
- 2023 : Adiós Buenos Aires

### Scénariste
- 1991 : L’Autre (El otro/The Other)
- 1992 : En Marge (Am Rand)
- 1993 : Les Lumière de Berlin (Die Gebrüder Skladanowsky)
- 1995 : Histoire De Déserts (Historia de desiertos)
- 1997 : Tango Berlin
- 1997 : Buenos Aires, mon histoire (Imágenes de la ausencia/Buenos Aires, my story)
- 2000 : Bernd Eichinger, Quand la vie se fait cinéma (Bernd Eichinger, wenn das Leben zum Kino wird)
- 2002 : So ist das Leben – La vida es así (Documentaire)
- 2004 : Música cubana
- 2016 : Ultime Tango

### Producteur
- 1991 : L’Autre (El otro/The Other)
- 1997 : Buenos Aires, mon histoire (Imágenes de la ausencia/Buenos Aires, my story)
- 2016 : Ultime Tango

### Monteur
- 1992 : En Marge (Am Rand)
- 1995 : Histoire De Déserts (Historia de desiertos)
- 1997 : Tango Berlin
- 1997 : Buenos Aires, mon histoire (Imágenes de la ausencia/Buenos Aires, my story)